# Didactylia murati
Didactylia murati är en skalbaggsart som beskrevs av Renaud Maurice Adrien Paulian 1939. Didactylia murati ingår i släktet Didactylia och familjen Aphodiidae. Inga underarter finns listade i Catalogue of Life.